# جواو غابرييل
جواو غابرييل (12 فبراير 1996 في البرازيل – )؛ هو لاعب كرة قدم برازيلي يلعب كمهاجم. يلعب حاليًا مع نادي ساجاميهارا في الدوري الياباني الدرجة الثالثة.
في 2015 التحق بنادي كرويزرو البرازيلي وفي 2017 ذهب في إعارة لنادي ريد بول برازيل.

## وصلات خارجية
- جواو غابرييل على موقع رابطة كرة القدم اليابانية للمحترفين (اليابانية)
- جواو غابرييل على موقع قاعدة بيانات كرة القدم.إي يو (الإنجليزية)
- جواو غابرييل على موقع Soccerway.com (الإنجليزية)